# 조창호 (군인)
조창호(趙昌浩, 1930년 10월 2일 ~ 2006년 11월 19일)는 대한민국의 군인으로, 6.25 전쟁에서 중공군에 포로가 되어 전사자로 처리되었다가 43년만인 1994년 대한민국에 귀환한 인물이다.

## 생애

### 어린 시절
1930년 10월 2일 일제 강점기 평안남도 평양의 부유한 가정에서 7남매 중 장남으로 출생하였으며 지난날 한때 1932년 일가족과 함께 경기도 인천 제물포에서 잠시 유아기를 보낸 적이 있고 1934년 일제 강점기 경기도 시흥에서 잠시 유년기를 보낸 적이 있는 1936년 가족이 일제 강점기 경성부(지금의 대한민국 서울특별시)로 본격 이주하였다.  경성 경기고등상업학교를 졸업하고 1950년 연희대학교(지금의 연세대학교) 교육학과에 입학하였다.

### 국군 자원 입대
1950년 6월 25일 한국 전쟁이 발발하여 연희대학교 교육학과를 중퇴하고 1950년 10월 대한민국 국군에 자원 입대, 육군종합학교를 수료하고 1951년 4월 포병장교로 임관하여 육군본부 포병여단 관측장교를 거쳐 대한민국 육군본부 직할 101포병대대 관측담당 및 소대장으로 참전하였다가, 1951년 5월 강원도 인제 한석산 전투에서 중국 인민해방군에 포로로 붙잡힌 뒤 조선민주주의인민공화국에 끌려갔다.

### 포로 및 강제 억류 생활
이후에 조선인민군에 편입되었으나, 1952년 동료 포로들과 탈출을 계획하다가 조선민주주의인민공화국 정치부에 발각되어 '월남기도'와 '반동분자'의 혐의로 13년간 황해북도 서흥군, 평안남도 덕천군, 함경남도 함흥시, 함경북도 경흥군 아오지읍, 자강도 강계시 광산 등지의 강제 노역소에서 복역하였다.
13년 동안의 강제 노역소 생활을 마친 후에는 자강도 자성군에 광부로 배치되어서 노역에 동원되었으며, 오랜 광산에서의 노역을 통해 지병인 규폐증을 얻게 된다. 후일 그의 증언에 의하면 하루 약 10시간여의 중노동에 동원되었으나 일일 식량 배급량은 300그램 정도였다고 한다.

### 탈북 및 대한민국 귀환
북규폐 증세가 심해져서 자강도 중강군 중강진면의 산간촌으로 보내지게 되는데 이 때에 알게 된 중화인민공화국 상인을 통해서 귀환을 결심하게 되어, 결국 압록강 기슭에서 목선을 타고 중국을 통해 북한을 탈출, 해상을 표류하다 1994년 10월 23일 새벽 대한민국 수산청 어업지도선에 의해 구출되었고, 병원에 입원하여 가족 상봉을 하였다. 이후 국군수도병원으로 옮겨지고, 같은 해 10월 25일에는 입원한 병실을 찾아온 이병태 국방부 장관에게 귀환을 보고하였으며, 10월 27일에는 김동진 육군참모총장에게 귀환을 보고하였다. 11월 25일에는 국립서울현충원에 있는 현충탑 지하 영현 봉안실의 대리석 위패에 새겨져 있는 자신의 이름을 손수 지웠다. 왜냐하면, 전쟁 중에 실종 처리되었다가 1977년에 전사자로 처리되었기 때문이다. 같은 날 국립서울현충원에서 육군 중위로 진급하고, 군인 정신에 귀감이 된 점을 높이 평가받아 보국훈장 통일장을 받았다. 다음날 11월 26일에는 육군사관학교에서 전역식을 가짐으로써 44년 3개월이라는 최장기록의 군생활을 마감하였다.
그는 한국 전쟁 당시에 포로로 잡힌 많은 국군포로들이 여전히 북한에 생존하고 있음을 증언하였고, 이는 북한에 생존해 있을 많은 국군포로들과 강제 납북자에 대한 사회적인 관심을 환기시키는 계기가 되었으며 그들이 처한 참혹한 인권환경에 대한 논의를 불러 일으키기도 하였다. 말년에 그는 미국 하원 국제관계위원회 청문회에 증인으로 출석, 북한에 남아있는 국군포로와 납북자들의 생활상을 증언하고 그들의 귀환을 위한 활동을 벌여왔다.
2006년 11월 19일, 북한에서의 오랜 노역으로 얻은 지병이 악화되어 서울대학교 부속 병원에서 사망하였으며, 11월 21일에 국립서울현충원에 안장되었다.

## 군인 정신의 귀감
그는 1994년 11월 26일 전역식에서 길고 참담했던 포로생활을 이겨낸 힘은 전쟁터에서 배운 군진수칙이었다고 회고하였다.
한국 전쟁 당시 국군 포로 가운데 약 320여 명이 북한의 회유와 협박에 굴복하여 전향했다는 점에서, 43년만에 이루어진 예비역 육군 중위 조창호 선생의 귀환은 '진정한 군인 정신의 귀감'이라는 평가를 받았다.

## 학력
- 경성 경기고등상업학교 졸업
- 연희대학교 교육학과 중퇴(1995년 연세대학교 명예문학사 학위 수여)[6]
- 대한민국 육군종합학교 1기
- 대한민국 육군보병학교 졸업
- 대한민국 육군포병학교 졸업

## 대중 문화
- 1994년 KBS에서 방송되었으며, "43년만의 귀대(歸隊)"라는 국군포로 조창호에 실화를 바탕으로 한 다큐멘터리 드라마이다.
- 1996년 그의 귀환을 모티브로 하여 영화 《알바트로스》가 제작, 개봉되었다. 이혁수가 감독하고, 차인표, 이정재, 이휘재, 강리나 등이 출연하였다.[7]

## 같이 보기
- 6.25 전쟁의 대한민국 국군 포로

## 참고 자료
- 코리아스코프, 사진으로 보는 남북관계 55년사 - 조창호 소위
- 《조선일보》 (2006.11.19.) '돌아온 사자' 조창호 예비역 중위 별세
- 《동아일보》 (2005.10.24.) 책갈피 속의 오늘 - 1994년 조창호 소위 탈북 귀환[깨진 링크(과거 내용 찾기)]
- 《KBS 인물현대사》(2004.06.25) 살아 돌아온 망자 조창호
- 조창호 중위 관련 MBC 뉴스데스크 보도
  - 6.25때 북한군 포로로 잡혔던 조창호씨 43년만의 가족상봉 ~ 1994년 10월 24일
  - 조창호씨 북한 함흥수용소와 탄광에서 강제노역생활 ~ 1994년 10월 24일
  - 조창호씨의 기구한 운명 ~ 1994년 10월 24일
  - 북한 탈출한 노병 조창호씨, 이병태 국방장관에게 귀환신고 ~ 1994년 10월 25일[깨진 링크(과거 내용 찾기)]
  - 40여년 만에 북한 탈출한 조창호 육군 중위,군인정신 귀감 ~ 1994년 10월 27일
  - 김영삼대통령,북한 탈출해 귀환한 조창호씨 방문 격려 ~ 1994년 10월 28일
  - 조창호 중위 훈장 수여 ~ 1994년 11월 21일
  - 김영삼대통령,조창호 중위에 보국훈장 통일장 수여 ~ 1994년 11월 25일
  - 조창호 중위,자신의 위패 지우는 행사 가져 ~ 1994년 11월 25일
  - 노병 조창호 중위, 군복 벗고 오늘 전역 ~ 1994년 11월 26일
  - 6.25 전사자 유해, 故 조창호 예비역 대한민국 육군 중위 국립현충원에 안장 ~ 2006년 11월 21일